# 長沙税務支局ビル爆弾事件
長沙税務支局ビル爆弾事件（ちょうさぜいむしきょくびるばくだんじけん）とは、2010年7月30日に中華人民共和国湖南省長沙市芙蓉区東屯渡税務支局ビルにて発生した爆弾事件。4人が死亡し、19人が重傷を負った。

## 概要
2010年7月30日16時15分頃、繁華街の恒達路にある芙蓉区東屯渡税務支店ビルの3階で爆発が起こった。破片は周辺に散乱され、アルミ窓はすべて壊された。
7月30日22時40分に、警察は4人が死亡、19人が重傷を負うと公表し、この事件は故意による犯行であるとして調査を始めた。当事者の証言によると、犯人が会議中に会議室に爆弾を投げ込んだ。爆弾はテーブルの下で爆発、その場で2人が死亡、十数人が重傷し、うち2人重傷者が病院で死亡したとされる。
2010年8月8日午後5時45分頃、被疑者の劉贅衡は広西チワン族自治区全州県で逮捕され、のち犯罪を自供した。
2010年12月30日に長沙市中級人民法院の公判で、容疑者は死刑を処された。